# نورس ضاحك
نورس ضاحك (الاسم العلمي: Larus atricilla) (بالإنجليزية: Laughing Gull)‏ هو نوع من الطيور يتبع جنس النورس من الفصيلة النورسية.